# Candara

Vergleich Candara (aufrecht und kursiv) mit Arial (grau), Lateinschrift (tschechisches Beispiel) und griechische Schrift

Candara ist eine serifenlose Schriftart. Sie wurde von Gary Munch für Microsoft entworfen und enthält die Zeichensätze Latein, Latein (erweitert), Griechisch und Kyrillisch. Sie bildet zusammen mit Cambria, Calibri, Consolas, Constantia, Corbel und Meiryo die ClearType Font Collection, deren Schriftarten mit den aktuellen Betriebssystemen und Office-Produkten von Microsoft ausgeliefert werden.
Wegen ihrer geschwungenen Linien nimmt Candara unter den sechs Schriftarten eine Sonderstellung ein. Sie gilt als „lässig“ (englisch: „casual“) und somit als eher für informelle Schriftstücke geeignet. Speziell die griechischen Kleinbuchstaben orientieren sich stärker an dem traditionell mehr kursiven Duktus der griechischen Schrift und weisen leicht nach rechts geschwungene Unterlängen auf.